# Paracyphoderris erebeus
Paracyphoderris erebeus är en insektsart som beskrevs av Sergey Storozhenko 1980. Paracyphoderris erebeus ingår i släktet Paracyphoderris och familjen Prophalangopsidae. Inga underarter finns listade i Catalogue of Life.